# Walckenaeria fraudatrix
Walckenaeria fraudatrix – gatunek pająka z rodziny osnuwikowatych.

## Występowanie
Gatunek występuje na Alasce, w Kanadzie, Rosji i Mongolii.